# 共闘ことばRPG コトダマン
『共闘ことばRPG コトダマン』（きょうとうことばアールピージー コトダマン）は、XFLAGより開発・配信・運営されているスマートフォン・タブレット向けゲームアプリ。2018年4月16日サービス開始。基本プレイ無料（アイテム課金制）。当初の開発および運営はセガゲームス（後のセガ）により行われていた（製作体制の変遷については後述）。

## システム
本作は五十音を頭文字に持つ文字の精霊「コトダマン」（キャラクター）を組み合わせ「ことば」を作って敵を攻撃するパズル型RPGであり、クロスワードパズルにたとえられることもある。ことばの数や長さで敵に与えるダメージが変化する仕組みであり、レアリティの低い「コトダマン」であっても、他の文字とつながりやすい母音や「ん」が頭文字に割り当てられている場合は有利とされている。
基本的にコトダマンの持つ文字は頭文字+αだが、2019年4月からは「ユウヅル」のように数種類の文字を使えるコトダマンも出てきた。
成立する「ことば」の数は2018年5月の時点で20万語以上とされており、基本的な日常単語だけでなく、人物名なども収録されている。
これらの「ことば」にはテーマが割り振られており、敵キャラクターの弱点となっている。例えば、不良学生をモチーフとした「ヨルアソーブ」の場合は学校の教科をテーマとした「ことば」が弱点とされている。また、コラボレーションイベントが開催される際は、それにちなんだ「ことば」も成立するようになっており、敵の弱点として設定されている場合もある。
文字が強制的に変わってしまう「チェンジマス」、ことばを作るとダメージを受けてしまう「トゲブロック」など多数の妨害ギミックが存在する。
本作は最大4人のオンラインマルチプレイに対応している。

## 製作

### 企画
本作の元となる企画は2013年に立案されたが、会社からの承認が下りず、プロジェクト化には至らなかった。
また、社内からもこの企画に対する否定的な意見が寄せられてきたが、それでもプロデューサーの中村たいらは言葉そのものの魅力と、本作のゲーム性からヒット作になると確信していた。

### 事前登録から正式サービス開始まで
2017年11月21日、セガゲームスが東京都内で開催した「スマートフォン向け新作発表会 2017」にて2018年春に配信予定の新作タイトルとして発表し、事前登録キャンペーンが開始された。
2018年2月8日から21日までの13日間、クローズドβテストが実施された。βテストに当たっては、プレイデータを正式版に引き継ぐことができない旨が告知されていたものの、約10,000人がβテストに参加した。
4月16日、正式にサービスを開始する。

### 広報・ユーザーとの交流
プロモーションに当たってはTwitterを積極的に活用し、「開発会議」と称してユーザーを巻き込む施策が取られ、スタッフロールにユーザーの名前が入ることもあった。
中村は、ここまでTwitterを活用するのは初めてだったファミ通Appとのインタビューの中で振り返っており、ツイートの内容についてはセガの公式アカウントを参考にしたと話している。

### セッティング
本作は、創造神ニューワードによって造られた言霊界を舞台に、言聖軍の総大将キボウと悪魔神ウラミの戦いを描いた内容となっている。
その一方で、本作はゲーム性を重視しているため、世界観を理解していなくても楽しめる仕組みがとられた。

### ビジュアル
本作のキャラクターデザインは、中村が過去に手掛けた『モンスターギア』に参加したさわえみかが手掛けた。
企画の段階で、さわえは30～40代でも受け入れられるようなデザインにするつもりでいた。また、キャラクターの身体の一部にはひらがなが入るとことがすでに決まっていたことから、さわえは高頭身のキャラクターでは不釣り合いになると考え、低頭身が良いだろうと考えていた。一方で、さわえは当時の流行だった美少女を前面に押し出したゲームとも区別化したいと考え、あえて高頭身のキャラクターデザイン案を出すこともあった。提出するデザイン案の方向性に落差があったことから、周囲からは到着点の不明瞭さを心配されたとさわえはCREATIVE VILLAGEとのインタビューの中で振り返っている。
チーム内で意見を出し合いながらデザイン案の構想が練られていった。
さわえはこの時の様子を「キャラクターのオーディション」に例えており、個人的に気に入っていたキャラクターの登場を見送ったことがつらかったと前述のインタビューの中で振り返っている。
最終的には約700体ほどのキャラクターの登場が決まり、大まかな方向性をさわえが所属する女性クリエイターグループ・つくる女のメンバーや外部発注のイラストレーターに伝え、世界観に沿った調整がすすめられた。

### パブリッシャー変更
2019年8月8日、株式会社ミクシィのXFLAGへ運営とパブリッシングを譲渡することを発表、同年10月24日をもって正式にパブリッシャー移管が行われた。
もともとXFLAGはコミュニケーションに重きを置く姿勢をとっており、言葉を題材としたゲームである本作の存在に興味を示していた。
一方、セガ側も本作をより大きく展開したいと考えており、両者の意見が一致した結果、パブリッシャーの変更につながった。
中村は今回のパブリッシャー変更の位置づけについて「運営移管というのは引き継ぎはしますが、移管先が運営を行います。今回はセガの『コトダマン』チームにXFLAGさんのチームが加わる形なので、“移籍”という言葉を使いました。」と2019年のファミ通Appとのインタビューの中で話している。
そして、2020年4月26日には開発事業の移管も行われ、XFLAG側に本作の事業部が設立され、中村が部長に就任した。
2020年の2周年のアンバサダーには村西とおるが就任した。中村は2020年のリモートインタビューの中でこの人選には賛否両論があったことを認めつつも、言葉を題材とした本作と、村西の持つ言葉の力がかみ合ったので起用に至ったと話している。
2025年5月27日、副題を省いた「コトダマン」へゲームタイトルロゴをリニューアル。当初は7周年記念のイベント限定ロゴであったがユーザーから好評を得たことから正式変更へ至った。

## コラボレーション
マフィア梶田
2018年4月にコラボイベントが開催。
バーチャルのじゃロリ狐娘Youtuberおじさん
2018年4月にコラボイベントが開催。
ファミ通App
2018年5月にコラボイベントが開催。
ウルトラシリーズ
2018年5月にコラボイベントが開催。
2022年9月にコラボ第2弾イベントが開催。第1弾時の難易度そのままで復刻したクラシッククエストも登場した。
2025年2月にコラボガチャが復刻開催。
杉田智和のアニゲラ!ディドゥーーン
2018年6月に『アニゲラ』コラボと題して、杉田智和考案のオリジナルキャラクター「アジルス」が実装された。
新日本プロレス
2018年6月にコラボイベントが開催。
セガ
セガコラボと題して、セガの歴代作品とのコラボイベントが2018年7月に開催。
「ソニックシリーズ」「ぷよぷよシリーズ」「龍が如くシリーズ」「バーチャファイターシリーズ」「戦場のヴァルキュリアシリーズ」「シェンムー」「シャイニング・ブレイド」「スペースハリアー」「ボーダーブレイク」「セガ・ハード・ガールズ」からキャラクターが登場。
FAIRY TAIL
2018年11月にコラボイベントが開催。
2019年7月にコラボ第2弾イベントが開催。
2020年10月に復刻開催された。
新幹線変形ロボ シンカリオン
2018年12月にコラボイベントが開催。
2020年1月に復刻開催された。
けものフレンズ2
2018年10月にコラボイベントが開催。
2019年1月にコラボ第2弾イベントが開催。
進撃の巨人
2019年2月にコラボイベントが開催。
2021年4月16日にコラボ第2弾イベントが開催。一部召喚キャラに新とくせい「変身」が実装された。
ペルソナシリーズ
アトラスのRPG。
2019年3月にペルソナ5のみのコラボイベントが開催。
2020年11月にコラボ第2弾イベントが開催。新たにペルソナ3とペルソナ4のキャラも実装された。
エヴァンゲリオン
カラーのアニメシリーズ。
2019年6月にコラボイベントが開催。
2022年3月にコラボ第2弾イベントが開催。
転生したらスライムだった件
2019年6月にコラボイベントが開催。
2020年11月に復刻開催された。
サムライスピリッツ
SNKの対戦型格闘ゲームシリーズ。
2019年8月にコラボイベントが開催。
モンスターストライク
運営とパブリッシングがXFLAGへ移管したことを記念して、2019年11月にコラボイベントが開催。
2020年5月にコラボ第2弾イベントが開催。
2021年2月にコラボ第3弾イベントを開催。
2022年2月にコラボ第4弾イベントを開催。
HIKAKIN
2019年12月にコラボイベントが開催。召喚が無く、降臨に【HIKAKIN＆まるおともふこ】が実装された。
七つの大罪
2020年1月にコラボイベントが開催。2021年9月に復刻開催された。
仮面ライダーシリーズ
2020年2月にコラボイベントが開催。「仮面ライダー」「仮面ライダークウガ」「仮面ライダー電王」「仮面ライダーW」「仮面ライダーゼロワン」の5作品が実装された。
2020年7月にコラボ第2弾イベントが開催。新たに「仮面ライダーBLACK」「仮面ライダーBLACK RX」「仮面ライダーカブト」「仮面ライダーディケイド」「仮面ライダーウィザード」「仮面ライダージオウ」の6作品が追加実装。仮面ライダーゼロツーはゲームで最速登場した。
2021年7月にコラボ第3弾イベントが開催。「仮面ライダーストロンガー」「仮面ライダーセイバー」が追加実装。
2022年7月にコラボ第4弾イベントが開催。「仮面ライダー電王」「仮面ライダーリバイス」などが実装。
2023年7月にコラボ第5弾イベントが開催。「仮面ライダーギーツ」「仮面ライダー555」などが実装。
2024年6月にコラボ第6弾イベントが開催。「仮面ライダーガッチャード」「仮面ライダー剣」などが実装。
2025年6月にコラボ第7弾イベントが開催。「仮面ライダーガヴ」「仮面ライダーアマゾンズ」などが実装。
水曜どうでしょう
2020年2月にコラボイベントが開催。
魔法少女まどか☆マギカ
2020年3月にコラボイベントが開催。
2021年4月30日にコラボ第2弾イベントが開催。
ソニック・ザ・ムービー
2020年3月にコラボイベントが開催。
2020年6月に復刻開催された。
銀魂
2020年4月にコラボイベントが開催。
2022年2月にコラボ第2弾イベントが開催。
動画クリエイター
2020年4月にコラボイベントが開催。召喚が無く、降臨キャラに「水溜りボンド」「きょんくま」「よっち（ボンボンTV）」の3組が実装された。
Re:ゼロから始める異世界生活
2020年6月にコラボイベントが開催。
2024年10月よりコラボ第2弾イベントが開催。
るろうに剣心 -明治剣客浪漫譚-
2020年7月にコラボイベントが開催。2021年6月に復刻開催された。
ダンジョンに出会いを求めるのは間違っているだろうかIII
2020年9月にコラボイベントが開催。
幽☆遊☆白書
2020年10月にコラボイベントが開催。
2022年5月にコラボ第2弾イベントが開催。
北斗の拳
2020年12月にコラボイベントが開催。
HUNTER×HUNTER
2021年1月にコラボイベントが開催。
ボボボーボ・ボーボボ
2021年2月にコラボイベントがサプライズ開催。
鬼滅の刃
2021年2月にコラボイベントが開催。2022年9月に復刻開催された。
2023年9月には「遊郭編」「刀鍛冶の里編」とのコラボとして、第2弾イベントが開催された。
シャーマンキング
2021年5月にコラボイベントが開催。
五等分の花嫁
2021年7月にコラボイベントが開催。
2022年6月には『映画 五等分の花嫁』とのコラボとして、第2弾イベントが開催。
東京リベンジャーズ
2021年8月にコラボイベントが開催。
2023年3月にコラボ第2弾イベントが開催。
2023年12月にコラボ第3弾イベントが開催。
2025年3月にコラボガチャが復刻開催。
金色のガッシュベル!!
2021年9月にコラボイベントが開催。
マクロスシリーズ
2021年10月にコラボイベントが開催。『マクロスΔ』と『マクロスF』とのコラボイベント。
ハイキュー!!
2021年11月にコラボイベントが開催。
鋼の錬金術師 FULLMETAL ALCHEMIST
2022年1月にコラボイベントが開催。
TIGER & BUNNY
2022年3月にコラボイベントが開催。
呪術廻戦
『呪術廻戦』および『劇場版 呪術廻戦 0』とのコラボとして、2022年4月にイベントが開催。
2023年10月からは「懐玉・玉折」とのコラボとして、第2弾イベントが開催。
炎炎ノ消防隊
2022年8月にコラボイベントが開催。
SPY×FAMILY
2022年10月にコラボイベントが開催。
ワールドトリガー
2022年11月にコラボイベントが開催。
ゴールデンカムイ
2022年12月にコラボイベントが開催。
チェンソーマン
2023年1月にコラボイベントが開催。
ブルーロック
2023年2月にコラボイベントが開催。
2025年2月にコラボ第2弾イベントが開催。
サンリオキャラクター
2023年4月にコラボイベントが開催。「サンリオキャラクター大賞2023」と連動した企画となっており、キャラクター大賞で上位入賞したキャラがコトダマン化し、同年10月に実装された。
文豪ストレイドッグス
2023年4月にコラボイベントが開催。
オーバーロード
2023年5月にコラボイベントが開催。
ゴジラ
2023年7月よりコラボイベントが開催。
僕とロボコ
2023年7月よりコラボイベントが開催。同時に開催される「激アツ！GOGOコラボ祭」のアンバサダーとしても起用されており、7月から9月に開催される複数のコラボイベントに合わせて、定期的に内容が追加されていった。
僕のヒーローアカデミア
2023年7月よりコラボイベントが開催。
2024年9月よりコラボ第2弾イベントが開催。
デジモンアドベンチャー
2023年10月よりコラボイベントが開催。
物語シリーズ
2023年11月よりコラボイベントが開催。
シャングリラ・フロンティア
2024年2月よりコラボイベントが開催。
ぼっち・ざ・ろっく!
2024年4月よりコラボイベントが開催。
転生したら第七王子だったので、気ままに魔術を極めます
2024年5月よりコラボイベントが開催。
スーパー戦隊シリーズ
2024年7月よりコラボイベントが開催。「爆上戦隊ブンブンジャー」からブンレッド、「暴太郎戦隊ドンブラザーズ」からドンモモタロウが登場。
プリキュアシリーズ
2024年7月よりコラボイベントが開催。「ふたりはプリキュア Max Heart」「Yes!プリキュア5GoGo!」「魔法つかいプリキュア!」のキャラクターが登場。
葬送のフリーレン
2024年8月よりコラボイベントが開催。
天穂のサクナヒメ
2024年9月よりコラボイベントが開催。
バズーカキャンディブランズ
2024年11月にコラボを記念して、抽選で「スライダーズプッシュポップ」または「ジューシードロップポップ」が当たるキャンペーンを実施。
【推しの子】
2024年11月よりコラボイベントが開催。
怪獣8号
2024年12月よりコラボイベントが開催。
ダンダダン
2025年1月よりコラボイベントが開催。
SAKAMOTO DAYS
2025年3月よりコラボイベントが開催。
新テニスの王子様
2025年4月よりコラボイベントが開催。

## 反響
本作は配信から10日目にあたる2018年4月26日の時点でダウンロード数が300万件に達し、配信から1か月後には500万件を突破した。
プロデューサーの中村は、ファミ通Appとのインタビューの中で、ユーザーからも見た目に反して意外と面白かったという意見が寄せられたことを明らかにしている。
特に、バーチャルのじゃロリ狐娘Youtuberおじさんとのコラボレーションは大きな反響を呼び、本作のマーケティングにも影響を及ぼした。
プロデューサーの中村は、サービス開始初期は男性のユーザーが多いとしつつも、『プロサッカークラブをつくろう!ロード・トゥ・ワールド』等のセガの他作品と比較すると女性のユーザーも多いと2019年5月のインタビューの中で話しており、セガ社内でも社員である夫の勧めで始めた妻が気に入って遊び続けているケースがあったことを明らかにしている。
また、中村はコラボイベントによって復帰したユーザーが増えたことも明らかにしている。
事業および開発チームの移籍後も、本作のテレビCMや大型キャンペーン等の展開は継続され、サービスの成長は続いている。
その一方、配信から1年の間に、マルチプレイ時の遅滞について指摘する意見が寄せられることもあった。
また、2019年の下旬には不具合が相次いだものの、2020年1月のコラボで持ち直すことができたと中村は2020年4月のリモートインタビューの中で話している。